# Tétralemme
Cet article court présente un sujet plus développé dans : Tétralemme (philosophies occidentales) et Tétralemme (philosophies orientales).
En philosophie et en logique, un tétralemme est l'ensemble des quatre valeurs de vérité possibles pour une proposition.
Les deux premières valeurs d'un tétralemme sont « vraie » et « fausse » (« existe » et « n'existe pas » pour une entité). Les deux autres diffèrent selon le contexte culturel (occidental ou oriental).